# Moniaive
Moniaive ist eine Ortschaft in der schottischen Council Area Dumfries and Galloway. Sie liegt rund elf Kilometer südwestlich von Thornhill und 28 Kilometer nördlich von Dumfries in der traditionellen Grafschaft Dumfriesshire. Der Craigdarroch Burn im Süden und das Dalwhat Water im Norden begrenzen die Ortschaft. Der Craigdarroch Burn mündet südlich von Moniaive in das Castlefairn Water, das sich wenige hundert Meter östlich der Ortschaft mit dem Dalwhat Water zum Cairn Water verbindet.

## Geschichte
Es war der britische König Karl I., der Moniaive 1636 als Burgh of Barony installierte. Das damit verbundene Marktrecht spiegelt ein Marktkreuz aus dem Jahre 1638 wider. In vergangenen Jahrhunderten wurden jährlich zwei Viehmärkte in Moniaive abgehalten, ein Markt für Lämmer im August sowie ein allgemeiner Viehmarkt im September. Des Weiteren fand ein Jahrmarkt alljährlich im Juni statt. In den 1880er Jahren verfügte die Ortschaft über zwei öffentliche Schulen und Kirchen. Die heute genutzte Glencairn Parish Church liegt drei Kilometer östlich von Moniaive. Die Grundschule liegt am Südrand der Ortschaft.
Im 19. Jahrhundert entwickelte sich Moniaive zu einem beliebten Urlaubsort, insbesondere für Künstler. So ließ sich der spätimpressionistische Maler James Paterson in den 1880er Jahren in Moniaive nieder und ließ kurze Zeit darauf die Villa Kilneiss House errichten. Älter ist das rund 3,5 km westlich gelegene Herrenhaus Craigdarroch House, das Alexander Ferguson of Craigdarroch auf Basis eines älteren Gebäudes 1729 erbauen ließ. Erwähnenswert ist auch die rund einen Kilometer westlich der Ortschaft gelegene Villa Glenluiart House, die als Kategorie-A-Denkmal geschützt ist.
Nachdem im Rahmen der Zensuserhebung 1861 noch 817 Personen in Moniaive gezählt wurden, sank die Zahl in den folgenden Jahrzehnten. Seit 1971, als 342 Personen gezählt wurden, steigt die Einwohnerzahl wieder an. So wurden 487 Einwohner im Jahre 2011 gezählt.

## Verkehr
Die A702 (Edinburgh–St John’s Town of Dalry) bildet die Hauptverkehrsstraße von Moniaive. Im Jahre 1805 erhielt die Ortschaft einen Bahnhof an der Cairn Valley Railway. Die Strecke wurde jedoch im Laufe des Jahrhunderts geschlossen und die Gleise abgebaut.